# Pince de Bar

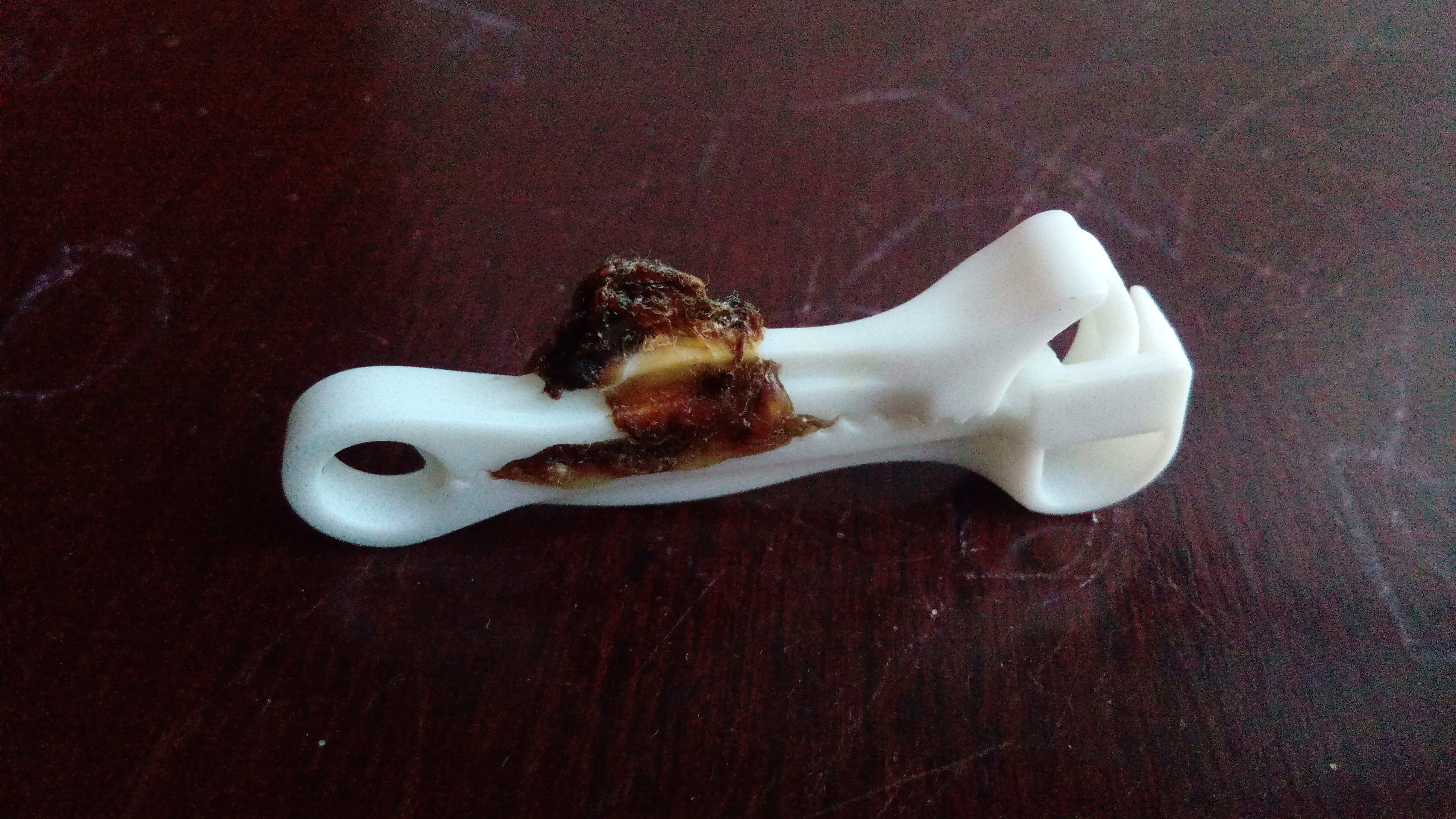
Pince de Bar en place sur le cordon ombilical d’un nouveau-né.

La pince de Bar, originellement pince omphalotribe de Bar ou encore clamp de Bar, est une pince qui est placée sur le cordon ombilical du côté du nouveau-né, à environ 2 cm de la peau et ceci dès la naissance avant même la section du cordon. La pince permettant une fermeture étanche du cordon, assure l’hémostase de celui-ci qui s'assèchera et tombera environ 10 jours plus tard.
La pince de Bar porte le nom de son inventeur Paul Bar, obstétricien français. À noter que certains fabricants orthographient par erreur Bar en Barr voire Bahr.
À partir de la seconde moitié du XXe siècle la pince est typiquement stérile, à usage unique, le plus souvent en matière plastique. Pour l’ôter, elle nécessite d’être coupée à l’aide d’une pince coupe clamp de Bar.